# Coupe Sels 2018
La 93e édition de la Coupe Sels a eu lieu le 26 août 2018. Elle fait partie du calendrier UCI Europe Tour 2018 en catégorie 1.1. La course est remportée par le Belge Timothy Dupont (Wanty-Groupe Gobert) qui a parcouru les 185,85 kilomètres en 4 h 10 min 50 s. Il est suivi dans le même temps par son compatriote et coéquipier, en stage, Alfdan De Decker et par Christophe Noppe (Sport Vlaanderen-Baloise).

## Équipes
Onze équipes seulement participent à cette course.
| Équipes continentales professionnelles (6)- Sport Vlaanderen-Baloise - Vérandas Willems-Crelan - Wanty-Groupe Gobert - WB-Aqua Protect-Veranclassic - CCC Sprandi Polkowice - Israel Cycling Academy Équipes continentales (5)- AC Sparta Praha - Corendon-Circus - Sovac-Natura4Ever - Tarteletto-Isorex - Differdange-Losch |
| |

## Classement final
La course est remportée par le Belge Timothy Dupont (Wanty-Groupe Gobert) qui a parcouru les 185,85 kilomètres en 4 h 10 min 50 s. Il est suivi dans le même temps par son compatriote et coéquipier, en stage, Alfdan De Decker et par Christophe Noppe (Sport Vlaanderen-Baloise). Sur les quatre-vingt-un coureurs qui prennent le départ, cinquante-trois franchissent la ligne d'arrivée.
| \| Classement général \| Classement général \| Classement général \| Classement général \| Classement général \| \| Coureur \| Coureur \| Pays \| Équipe \| Temps \| \| ------------------ \| ------------------ \| ------------------ \| ---------------------------- \| ------------------ \| \| 1er \| Timothy Dupont \| Belgique \| Wanty-Groupe Gobert \| 4 h 10 min 50 s \| \| 2e \| Alfdan De Decker \| Belgique \| Wanty-Groupe Gobert \| + 0 s \| \| 3e \| Christophe Noppe \| Belgique \| Sport Vlaanderen-Baloise \| + 0 s \| \| 4e \| Kenny Dehaes \| Belgique \| WB-Aqua Protect-Veranclassic \| + 0 s \| \| 5e \| Kevyn Ista \| Belgique \| WB-Aqua Protect-Veranclassic \| + 0 s \| \| 6e \| David van der Poel \| Pays-Bas \| Corendon-Circus \| + 0 s \| \| 7e \| Jelle Cant \| Belgique \| Tarteletto-Isorex \| + 0 s \| \| 8e \| Alexander Geuens \| Belgique \| Sovac-Natura4Ever \| + 0 s \| \| 9e \| František Sisr \| Tchéquie \| CCC Sprandi Polkowice \| + 0 s \| \| 10e \| Dries De Bondt \| Belgique \| Verandas Willems-Crelan \| + 0 s \| |                    |          |                              |                 |
| |                    |          |                              |                 |
| Source : ProCyclingStats |                    |          |                              |                 |
| Classement général |                    |          |                              |                 |
| Coureur | Coureur            | Pays     | Équipe                       | Temps           |
| 1er | Timothy Dupont     | Belgique | Wanty-Groupe Gobert          | 4 h 10 min 50 s |
| 2e | Alfdan De Decker   | Belgique | Wanty-Groupe Gobert          | + 0 s           |
| 3e | Christophe Noppe   | Belgique | Sport Vlaanderen-Baloise     | + 0 s           |
| 4e | Kenny Dehaes       | Belgique | WB-Aqua Protect-Veranclassic | + 0 s           |
| 5e | Kevyn Ista         | Belgique | WB-Aqua Protect-Veranclassic | + 0 s           |
| 6e | David van der Poel | Pays-Bas | Corendon-Circus              | + 0 s           |
| 7e | Jelle Cant         | Belgique | Tarteletto-Isorex            | + 0 s           |
| 8e | Alexander Geuens   | Belgique | Sovac-Natura4Ever            | + 0 s           |
| 9e | František Sisr     | Tchéquie | CCC Sprandi Polkowice        | + 0 s           |
| 10e | Dries De Bondt     | Belgique | Verandas Willems-Crelan      | + 0 s           |

## Liste des participants
| Sport Vlaanderen-Baloise SVB | Sport Vlaanderen-Baloise SVB | Sport Vlaanderen-Baloise SVB |
| ---------------------------- | ---------------------------- | ---------------------------- |
| Num                          | Coureur                      | Pos                          |
| 1                            | Piet Allegaert (BEL)         |                              |
| 2                            | Amaury Capiot (BEL)          |                              |
| 3                            | Benjamin Declercq (BEL)      |                              |
| 4                            | Christophe Noppe (BEL)       |                              |
| 5                            | Edward Planckaert (BEL)      |                              |
| 6                            | Jonas Rickaert (BEL)         |                              |
| 7                            | Preben Van Hecke (BEL)       |                              |
| 8                            | Kenneth Van Rooy (BEL)       |                              |

| Vérandas Willems-Crelan VWC | Vérandas Willems-Crelan VWC | Vérandas Willems-Crelan VWC |
| --------------------------- | --------------------------- | --------------------------- |
| Num                         | Coureur                     | Pos                         |
| 11                          | Gil D'Heygere (BEL)         |                             |
| 12                          | Dries De Bondt (BEL)        |                             |
| 13                          | Mathias De Witte (BEL)      |                             |
| 14                          | Stan Godrie (NED)           |                             |
| 15                          | Guillaume Seye (BEL)        |                             |
| 16                          | Stijn Steels (BEL)          |                             |
| 17                          | Elias Van Breussegem (BEL)  |                             |

| Wanty-Groupe Gobert WGG | Wanty-Groupe Gobert WGG        | Wanty-Groupe Gobert WGG |
| ----------------------- | ------------------------------ | ----------------------- |
| Num                     | Coureur                        | Pos                     |
| 21                      | Alfdan De Decker (BEL)         |                         |
| 22                      | Jasper de Laat (NED)           |                         |
| 23                      | Timothy Dupont (BEL)           |                         |
| 24                      | Pierre Goebeert (BEL)          |                         |
| 25                      | Wesley Kreder (NED)            |                         |
| 26                      | Mark McNally (GBR)             |                         |
| 27                      | Boris Vallée (BEL)             |                         |
| 28                      | Guillaume Van Keirsbulck (BEL) |                         |

| WB-Aqua Protect-Veranclassic WVA | WB-Aqua Protect-Veranclassic WVA | WB-Aqua Protect-Veranclassic WVA |
| -------------------------------- | -------------------------------- | -------------------------------- |
| Num                              | Coureur                          | Pos                              |
| 31                               | Ludwig De Winter (BEL)           |                                  |
| 32                               | Kenny Dehaes (BEL)               |                                  |
| 33                               | Julien Mortier (BEL)             |                                  |
| 34                               | Kevyn Ista (BEL)                 |                                  |
| 35                               | Christophe Masson (FRA)          |                                  |
| 36                               | Ludovic Robeet (BEL)             |                                  |
| 37                               | Franklin Six (BEL)               |                                  |
| 38                               | Julien Stassen (BEL)             |                                  |

| CCC Sprandi Polkowice CCC | CCC Sprandi Polkowice CCC | CCC Sprandi Polkowice CCC |
| ------------------------- | ------------------------- | ------------------------- |
| Num                       | Coureur                   | Pos                       |
| 41                        | Alan Banaszek (POL)       |                           |
| 42                        | Paweł Bernas (POL)        |                           |
| 43                        | Paweł Franczak (POL)      |                           |
| 44                        | Kamil Gradek (POL)        |                           |
| 45                        | Jonas Koch (GER)          |                           |
| 46                        | Marko Kump (SLO)          |                           |
| 47                        | Michał Paluta (POL)       |                           |
| 48                        | František Sisr (CZE)      |                           |

| Israel Cycling Academy ICA | Israel Cycling Academy ICA | Israel Cycling Academy ICA |
| -------------------------- | -------------------------- | -------------------------- |
| Num                        | Coureur                    | Pos                        |
| 51                         | Clément Carisey (FRA)      |                            |
| 52                         | Itamar Einhorn (ISR)       |                            |
| 53                         | Sondre Holst Enger (NOR)   |                            |
| 54                         | Benjamin Perry (CAN)       |                            |
| 55                         | Mihkel Räim (EST)          |                            |
| 56                         | Daniel Turek (CZE)         |                            |
| 57                         | Tyler Williams (USA)       |                            |

| AC Sparta Praha ASP | AC Sparta Praha ASP   | AC Sparta Praha ASP |
| ------------------- | --------------------- | ------------------- |
| Num                 | Coureur               | Pos                 |
| 61                  | Petr Fiala (CZE)      |                     |
| 62                  | Tomáš Kalojíros (CZE) |                     |
| 63                  | Jiří Nesveda (CZE)    |                     |
| 64                  | Jan Ryba (CZE)        |                     |
| 65                  | Tomas Schuhler (CZE)  |                     |
| 66                  | Michal Schuran (CZE)  |                     |
| 67                  | Jan Stöhr (CZE)       |                     |
| 68                  | Pavel Stöhr (CZE)     |                     |

| Corendon-Circus COC | Corendon-Circus COC      | Corendon-Circus COC |
| ------------------- | ------------------------ | ------------------- |
| Num                 | Coureur                  | Pos                 |
| 71                  | Wietse Bosmans (BEL)     |                     |
| 72                  | Ben Turner (GBR)         |                     |
| 73                  | Tom Meeusen (BEL)        |                     |
| 74                  | Marcel Meisen (GER)      |                     |
| 75                  | Adam Ťoupalík (CZE)      |                     |
| 76                  | David van der Poel (NED) |                     |
| 77                  | Gianni Vermeersch (BEL)  |                     |
| 78                  | Pieter-Jan Vliegen (BEL) |                     |

| Sovac-Natura4Ever SNE | Sovac-Natura4Ever SNE  | Sovac-Natura4Ever SNE |
| --------------------- | ---------------------- | --------------------- |
| Num                   | Coureur                | Pos                   |
| 81                    | Tom Carter (NZL)       |                       |
| 82                    | Louis Deguide (BEL)    |                       |
| 83                    | Florian Deriaux (FRA)  |                       |
| 84                    | Laurent Évrard (BEL)   |                       |
| 85                    | Alexander Geuens (BEL) |                       |
| 86                    | Matthias Legley (BEL)  |                       |
| 87                    | Youcef Reguigui (ALG)  |                       |
| 88                    | Robin Stenuit (BEL)    |                       |

| Tarteletto-Isorex TIS | Tarteletto-Isorex TIS        | Tarteletto-Isorex TIS |
| --------------------- | ---------------------------- | --------------------- |
| Num                   | Coureur                      | Pos                   |
| 91                    | David Boucher (BEL)          |                       |
| 92                    | Jelle Cant (BEL)             |                       |
| 93                    | Arne De Groote (BEL)         |                       |
| 94                    | Rob Ruijgh (NED)             |                       |
| 95                    | Ylber Sefa (ALB)             |                       |
| 96                    | Polychrónis Tzortzákis (GRE) |                       |
| 97                    | Andy Leigh (GBR)             |                       |
| 98                    | Thomas Brayan-Lund           |                       |

| Differdange-Losch CCD | Differdange-Losch CCD    | Differdange-Losch CCD |
| --------------------- | ------------------------ | --------------------- |
| Num                   | Coureur                  | Pos                   |
| 101                   | Jelle Donders (BEL)      |                       |
| 102                   | Raphaël Kockelmann (LUX) |                       |
| 103                   | Olivier Pardini (BEL)    |                       |
| 104                   | Claudio Catania (ITA)    |                       |
| 105                   | Tom Thill (LUX)          |                       |
| 106                   | Tom Vermeer (NED)        |                       |
| 107                   | Kevin Verwaest (BEL)     |                       |
| 108                   | Laurin Winter (GER)      |                       |

| Sport Vlaanderen-Baloise SVB | Sport Vlaanderen-Baloise SVB | Sport Vlaanderen-Baloise SVB |
| ---------------------------- | ---------------------------- | ---------------------------- |
| Num                          | Coureur                      | Pos                          |
| 1                            | Piet Allegaert (BEL)         |                              |
| 2                            | Amaury Capiot (BEL)          |                              |
| 3                            | Benjamin Declercq (BEL)      |                              |
| 4                            | Christophe Noppe (BEL)       |                              |
| 5                            | Edward Planckaert (BEL)      |                              |
| 6                            | Jonas Rickaert (BEL)         |                              |
| 7                            | Preben Van Hecke (BEL)       |                              |
| 8                            | Kenneth Van Rooy (BEL)       |                              |

| Vérandas Willems-Crelan VWC | Vérandas Willems-Crelan VWC | Vérandas Willems-Crelan VWC |
| --------------------------- | --------------------------- | --------------------------- |
| Num                         | Coureur                     | Pos                         |
| 11                          | Gil D'Heygere (BEL)         |                             |
| 12                          | Dries De Bondt (BEL)        |                             |
| 13                          | Mathias De Witte (BEL)      |                             |
| 14                          | Stan Godrie (NED)           |                             |
| 15                          | Guillaume Seye (BEL)        |                             |
| 16                          | Stijn Steels (BEL)          |                             |
| 17                          | Elias Van Breussegem (BEL)  |                             |

| Wanty-Groupe Gobert WGG | Wanty-Groupe Gobert WGG        | Wanty-Groupe Gobert WGG |
| ----------------------- | ------------------------------ | ----------------------- |
| Num                     | Coureur                        | Pos                     |
| 21                      | Alfdan De Decker (BEL)         |                         |
| 22                      | Jasper de Laat (NED)           |                         |
| 23                      | Timothy Dupont (BEL)           |                         |
| 24                      | Pierre Goebeert (BEL)          |                         |
| 25                      | Wesley Kreder (NED)            |                         |
| 26                      | Mark McNally (GBR)             |                         |
| 27                      | Boris Vallée (BEL)             |                         |
| 28                      | Guillaume Van Keirsbulck (BEL) |                         |

| WB-Aqua Protect-Veranclassic WVA | WB-Aqua Protect-Veranclassic WVA | WB-Aqua Protect-Veranclassic WVA |
| -------------------------------- | -------------------------------- | -------------------------------- |
| Num                              | Coureur                          | Pos                              |
| 31                               | Ludwig De Winter (BEL)           |                                  |
| 32                               | Kenny Dehaes (BEL)               |                                  |
| 33                               | Julien Mortier (BEL)             |                                  |
| 34                               | Kevyn Ista (BEL)                 |                                  |
| 35                               | Christophe Masson (FRA)          |                                  |
| 36                               | Ludovic Robeet (BEL)             |                                  |
| 37                               | Franklin Six (BEL)               |                                  |
| 38                               | Julien Stassen (BEL)             |                                  |

| CCC Sprandi Polkowice CCC | CCC Sprandi Polkowice CCC | CCC Sprandi Polkowice CCC |
| ------------------------- | ------------------------- | ------------------------- |
| Num                       | Coureur                   | Pos                       |
| 41                        | Alan Banaszek (POL)       |                           |
| 42                        | Paweł Bernas (POL)        |                           |
| 43                        | Paweł Franczak (POL)      |                           |
| 44                        | Kamil Gradek (POL)        |                           |
| 45                        | Jonas Koch (GER)          |                           |
| 46                        | Marko Kump (SLO)          |                           |
| 47                        | Michał Paluta (POL)       |                           |
| 48                        | František Sisr (CZE)      |                           |

| Israel Cycling Academy ICA | Israel Cycling Academy ICA | Israel Cycling Academy ICA |
| -------------------------- | -------------------------- | -------------------------- |
| Num                        | Coureur                    | Pos                        |
| 51                         | Clément Carisey (FRA)      |                            |
| 52                         | Itamar Einhorn (ISR)       |                            |
| 53                         | Sondre Holst Enger (NOR)   |                            |
| 54                         | Benjamin Perry (CAN)       |                            |
| 55                         | Mihkel Räim (EST)          |                            |
| 56                         | Daniel Turek (CZE)         |                            |
| 57                         | Tyler Williams (USA)       |                            |

| AC Sparta Praha ASP | AC Sparta Praha ASP   | AC Sparta Praha ASP |
| ------------------- | --------------------- | ------------------- |
| Num                 | Coureur               | Pos                 |
| 61                  | Petr Fiala (CZE)      |                     |
| 62                  | Tomáš Kalojíros (CZE) |                     |
| 63                  | Jiří Nesveda (CZE)    |                     |
| 64                  | Jan Ryba (CZE)        |                     |
| 65                  | Tomas Schuhler (CZE)  |                     |
| 66                  | Michal Schuran (CZE)  |                     |
| 67                  | Jan Stöhr (CZE)       |                     |
| 68                  | Pavel Stöhr (CZE)     |                     |

| Corendon-Circus COC | Corendon-Circus COC      | Corendon-Circus COC |
| ------------------- | ------------------------ | ------------------- |
| Num                 | Coureur                  | Pos                 |
| 71                  | Wietse Bosmans (BEL)     |                     |
| 72                  | Ben Turner (GBR)         |                     |
| 73                  | Tom Meeusen (BEL)        |                     |
| 74                  | Marcel Meisen (GER)      |                     |
| 75                  | Adam Ťoupalík (CZE)      |                     |
| 76                  | David van der Poel (NED) |                     |
| 77                  | Gianni Vermeersch (BEL)  |                     |
| 78                  | Pieter-Jan Vliegen (BEL) |                     |

| Sovac-Natura4Ever SNE | Sovac-Natura4Ever SNE  | Sovac-Natura4Ever SNE |
| --------------------- | ---------------------- | --------------------- |
| Num                   | Coureur                | Pos                   |
| 81                    | Tom Carter (NZL)       |                       |
| 82                    | Louis Deguide (BEL)    |                       |
| 83                    | Florian Deriaux (FRA)  |                       |
| 84                    | Laurent Évrard (BEL)   |                       |
| 85                    | Alexander Geuens (BEL) |                       |
| 86                    | Matthias Legley (BEL)  |                       |
| 87                    | Youcef Reguigui (ALG)  |                       |
| 88                    | Robin Stenuit (BEL)    |                       |

| Tarteletto-Isorex TIS | Tarteletto-Isorex TIS        | Tarteletto-Isorex TIS |
| --------------------- | ---------------------------- | --------------------- |
| Num                   | Coureur                      | Pos                   |
| 91                    | David Boucher (BEL)          |                       |
| 92                    | Jelle Cant (BEL)             |                       |
| 93                    | Arne De Groote (BEL)         |                       |
| 94                    | Rob Ruijgh (NED)             |                       |
| 95                    | Ylber Sefa (ALB)             |                       |
| 96                    | Polychrónis Tzortzákis (GRE) |                       |
| 97                    | Andy Leigh (GBR)             |                       |
| 98                    | Thomas Brayan-Lund           |                       |

| Differdange-Losch CCD | Differdange-Losch CCD    | Differdange-Losch CCD |
| --------------------- | ------------------------ | --------------------- |
| Num                   | Coureur                  | Pos                   |
| 101                   | Jelle Donders (BEL)      |                       |
| 102                   | Raphaël Kockelmann (LUX) |                       |
| 103                   | Olivier Pardini (BEL)    |                       |
| 104                   | Claudio Catania (ITA)    |                       |
| 105                   | Tom Thill (LUX)          |                       |
| 106                   | Tom Vermeer (NED)        |                       |
| 107                   | Kevin Verwaest (BEL)     |                       |
| 108                   | Laurin Winter (GER)      |                       |